# Episodi di Brothers & Sisters - Segreti di famiglia (quarta stagione)
La quarta stagione di Brothers & Sisters - Segreti di famiglia è andata in onda dal 27 settembre 2009 al 16 maggio 2010 su ABC. In Italia è stata trasmessa dal 17 novembre 2009 al 14 luglio 2010 sul canale Sky Fox Life. In chiaro è stata trasmessa su Rai 2 dal 4 giugno al 14 agosto 2011 con una programmazione irregolare: dal 4 al 18 giugno viene trasmesso un episodio, il 25 giugno non è andato in onda ma dal 2 luglio dello stesso anno è in programmazione anche la domenica. A questi giorni si aggiunge la programmazione della serie anche il martedì nel 2011 con un doppio episodio.
| nº | Titolo originale               | Titolo italiano                                    | Prima TV USA      | Prima TV Italia  |
| -- | ------------------------------ | -------------------------------------------------- | ----------------- | ---------------- |
| 1  | The Road Ahead                 | Futuro incerto                                     | 27 settembre 2009 | 17 novembre 2009 |
| 2  | Breaking the News              | Notizie scomode                                    | 4 ottobre 2009    | 24 novembre 2009 |
| 3  | Almost Normal                  | Tutto bene, o quasi                                | 11 ottobre 2009   | 1º dicembre 2009 |
| 4  | From France With Love          | Aiuti inaspettati                                  | 18 ottobre 2009   | 8 dicembre 2009  |
| 5  | Last Tango in Pasadena         | Ultimo tango a Pasadena                            | 25 ottobre 2009   | 15 dicembre 2009 |
| 6  | Zen and the Art of Making Mole | Zen e guacamole                                    | 1º novembre 2009  | 22 dicembre 2009 |
| 7  | The Wig Party                  | Speranza e disperazione                            | 8 novembre 2009   | 12 gennaio 2010  |
| 8  | The Wine Festival              | Rapporti di coppia                                 | 15 novembre 2009  | 19 gennaio 2010  |
| 9  | Pregnant Pause                 | Le cose non dette                                  | 29 novembre 2009  | 26 gennaio 2010  |
| 10 | Nearlyweds                     | Quasi sposi                                        | 6 dicembre 2009   | 2 febbraio 2010  |
| 11 | A Bone to Pick                 | Scelte di vita                                     | 3 gennaio 2010    | 9 febbraio 2010  |
| 12 | The Science Fair               | La fiera della scienza                             | 10 gennaio 2010   | 16 febbraio 2010 |
| 13 | Run Baby Run                   | Progetti                                           | 17 gennaio 2010   | 23 febbraio 2010 |
| 14 | The Pasadena Primary           | Primarie in famiglia                               | 31 gennaio 2010   | 5 maggio 2010    |
| 15 | A Valued Family                | Cuori felici, cuori spezzati e cuori di cioccolata | 21 febbraio 2010  | 12 maggio 2010   |
| 16 | Leap of Faith                  | Dubbi e certezze                                   | 28 febbraio 2010  | 19 maggio 2010   |
| 17 | Freeluc.com                    | LucLibero.com                                      | 14 marzo 2010     | 26 maggio 2010   |
| 18 | Time After Time (Part 1 e 2)   | Segreto di famiglia (1 e 2 parte)                  | 11 aprile 2010    | 2 giugno 2010    |
| 19 | Time After Time (Part 1 e 2)   | Segreto di famiglia (1 e 2 parte)                  | 11 aprile 2010    | 9 giugno 2010    |
| 20 | If You Bake It, He Will Come   | La forza di sperare                                | 18 aprile 2010    | 16 giugno 2010   |
| 21 | Where There's Smoke            | Non c'è fumo                                       | 25 aprile 2010    | 23 giugno 2010   |
| 22 | Love All                       | Difficili compromessi                              | 2 maggio 2010     | 30 giugno 2010   |
| 23 | Lights Out                     | Si spengono le luci                                | 9 maggio 2010     | 7 luglio 2010    |
| 24 | On The Road Again              | Destini incrociati                                 | 16 maggio 2010    | 14 luglio 2010   |

## Futuro incerto
- Titolo originale: The Road Ahed
- Diretto da: Ken Olin
- Scritto da: Molly Newman e Marjorie David

### Trama
Kitty nasconde un segreto devastante che, se portato alla luce, potrebbe scuotere la famiglia Walker. Ida Holden, madre di Nora e Saul, ritorna. Nel frattempo, Nora e Holly cercano di placare i loro dissapori per organizzare un'elaborata festa di fidanzamento per Justin e Rebecca. Mentre Tommy continua il suo personale percorso spirituale in Messico, Sarah cerca nuove prospettive d'affari in Francia.

## Notizie scomode
- Titolo originale: Breaking the News
- Diretto da: Ken Olin
- Scritto da: David Marshall Grant e Cliff Olin

### Trama
Mentre Robert è preoccupato che la stampa diffonda notizie circa il suo recente infarto, Kitty fatica a mantenere un segreto che intaccherebbe il suo matrimonio, unendola più che mai alla sua famiglia. Kevin e Scotty discutono sulla concreta possibilità di affidarsi alla maternità surrogata.

## Tutto bene, o quasi
- Titolo originale: Almost Normal
- Diretto da: Michael Schultz
- Scritto da: Jennifer Levin e Sherri Cooper-Landsman

### Trama
Kitty, Robert e Nora faticano ad accettare il cancro di Kitty e a raggiungere un accordo sul miglior trattamento possibile, ma mentre si preparano a condividere la notizia con il resto della famiglia, un visitatore a sorpresa giunto da lontano rende il loro fardello un po' più facile da sopportare.

## Aiuti inaspettati
- Titolo originale: From France With Love
- Diretto da: Michael Morris
- Scritto da: Sarah Goldfinger e Michael Foley

### Trama
Di ritorno dalla Francia, Sarah distrae Kitty durante le sedute di chemioterapia con racconti di una sua avventura romantica con un artista francese (Gilles Marini nel ruolo di Luc Laurent). Nel frattempo, Justin ha difficoltà con il suo primo corso di anatomia.

## Ultimo tango a Pasadena
- Titolo originale: Last Tango in Pasadena
- Diretto da: Bethany Rooney
- Scritto da: Molly Newman e Jason Wilborn

### Trama
Tutti i membri della famiglia Walker, fatta eccezione di Nora, sono incantati dal fascino del nuovo interesse amoroso di Sarah, Luc. Ben presto, tuttavia, anche Nora troverà la presenza di Luc di conforto in un momento estremamente difficile. Nel frattempo, Robert si impegna profondamente per distrarre Kitty dalla sua malattia, e Kevin e Scotty si imbattono in una candidata madre surrogata inaspettata.

## Zen e guacamole
- Titolo originale: Zen & the Art of Making Mole
- Diretto da: Michael Schultz
- Scritto da: Brian Studler e Geoffrey Nauffts

### Trama
Affaticata dalla chemio, Kitty è entusiasta quando un visitatore a sorpresa giunge in città, mentre Sarah si rende conto di dover dire di Luc ai figli.
Nel frattempo, con l'aiuto di Ryan e Rebecca, Holly trova un modo per impedire alle sue finanze future di dissolversi, e Kevin e Scotty si mettono finalmente d'accordo su una possibile madre surrogata.

## Speranza e disperazione
- Titolo originale: The Wig Party
- Diretto da: Ken Olin
- Scritto da: Marjorie David e David Marshall Grant

### Trama
Kitty è devastata nell'affrontare le visibili conseguenze del suo trattamento, Rebecca scopre di essere incinta e Scotty apprende da suo padre notizie scioccanti sul suo matrimonio.

## Rapporti di coppia
- Titolo originale: The Wine Festival
- Diretto da: Michael Morris
- Scritto da: Sherri Cooper-Landsman e Michael Foley

### Trama
Una nuova linea di vini della Ojai viene scelta per essere presentata ad un festival locale, alimentando speranze nella famiglia Walker di salvare l'impresa. Nel frattempo, Justin e Rebecca si nascondono segreti importantissimi a vicenda, Nora ha una cotta segreta per un uomo più giovane, mentre Sarah e Luc scoprono di non essere forse così compatibili come credevano.

## Le cose non dette
- Titolo originale: Pregnant Pause
- Diretto da: Matthew Rhys
- Scritto da: Sarah Goldfinger e Jennifer Levin

### Trama
Rebecca nasconde un segreto che potrebbe rafforzare o sgretolare la sua relazione con Justin. La situazione finanziaria di Holly peggiora, mentre Sarah è gelosa della nuova relazione di Nora.

## Quasi sposi
- Titolo originale: Nearlyweds
- Diretto da: Laura Innes
- Scritto da: Michael J. Cinquemani e Molly Newman

### Trama
Non mancano le sorprese durante il matrimonio in spiaggia di Justin e Rebecca. Tommy rischia tutto per avere la figlia accanto.

## Scelte di vita
- Titolo originale: A Bone to Pick
- Diretto da: Chad Lowe
- Scritto da: Cliff Olin e Brian Studler

### Trama
Il collasso di Kitty sulla spiaggia è stato causato da un coagulo in un polmone: le medicine lo hanno liberato, ma restano complicazioni legate al suo tumore. La sua migliore opzione è un trapianto di midollo osseo: bisogna soltanto trovare un midollo compatibile. Nessuno dei fratelli è compatibile. Trovano Ryan che stava per lasciare la città, lui è compatibile. Robert e Kitty si risposano, poi Kitty fa il trapianto di midollo. Dopo tre settimane la malattia è in remissione e Robert fa un discorso dove annuncia di ritirare la sua candidatura a governatore della California.
Questa è l'ultima apparizione di Ryan Lafferty, sebbene continui ad apparire nei crediti per il resto della stagione.

## La fiera della scienza
- Titolo originale: The Science Fair
- Diretto da: Laura Innes
- Scritto da: Monica Owusu-Breen e Alison Schapker

### Trama
Kevin e Scotty cominciano la procedura per l'inseminazione con la madre surrogata. Justin deve migliorare i suoi voti per poter continuare a studiare per diventare medico. Saul e Holly discutono sul da farsi con Ryan dopo il sabotaggio dell'azienda. Simon torna da Nora dopo essere sparito per 6 settimane, lei lo liquida dopo aver scoperto tutte le bugie che le ha raccontato. Roy, un padre divorziato alla scuola di Paige suscita l'interesse di Sarah, mentre Justin trova lentamente un metodo d'apprendimento efficace.

## Progetti
- Titolo originale: Run Baby Run
- Diretto da: Richard Coad
- Scritto da: Marjorie David e Jason Wilborn

### Trama
Sarah ha un nuovo interesse romantico, Roy un padre divorziato conosciuto alla scuola di Paige. Kevin e Scotty attendono i risultati del loro primo tentativo con la madre surrogata.  Kitty e Robert raggiungono un vicolo cieco riguardo alla politica: lui annuncia di non volersi ricandidare a senatore, Kitty invece decide di candidarsi.

## Primarie in famiglia
- Titolo originale: The Pasadena Primary
- Diretto da:  Jonathan Kaplan
- Scritto da: Michael Foley e Geoffrey Nauftts

### Trama
Robert e Nora si offrono di cucinare nel ristorante di Scotty per incrementarne l'attività. Kitty propone alla famiglia di mettere ai voti la sua possibilità di candidarsi a un seggio del senato di Robert. Sarah raggiunge l'apice di frustrazione con Roy, ma parlarne migliorerà le cose.

## Cuori felici, cuori spezzati e cuori di cioccolata
- Titolo originale: A Valued Family
- Diretto da: Michael Schultz
- Scritto da: Sarah Goldfinger e Michael Cinquemani

### Trama
La famiglia Walker condivide amore e perdite durante la giornata di San Valentino: Sarah riscopre l'amore della sua vita, Luc. Kitty fa un'imponente ma sentita entrata in politica col sostegno della sua famiglia e di una nuova manager della sua campagna. Rebecca perde il bambino, mentre Holly prende una decisione difficile circa cosa fare delle sue azioni della Ojai.

## Dubbi e certezze
- Titolo originale: Leap of Faith
- Diretto da: Michael Morris
- Scritto da: Matt Donnelly e Marc Halsey

### Trama
Problemi con il visto di Luc causano enormi problemi a Sarah, che non solo si strugge con i suoi sentimenti per lui, ma teme che potrebbe perderlo di nuovo (questa volta per un'altra donna). Nel frattempo, Rebecca lotta con Justin e con se stessa per andare avanti dopo la perdita del bambino. Kevin scopre quanto sia difficile separarsi da Robert e Holly pensa di aver scoperto un valore nascosto della Ojai Foods.

## LucLibero.com
- Titolo originale:  Freeluc.com
- Diretto da: Bethany Rooney
- Scritto da: Molly Newman e Brian Studler

### Trama
La recente fama di Kitty porta disperazione per Luc e Sarah, in quanto Luc rischia di essere espatriato, ma poi riesce ad ottenere il visto. Nel frattempo, Nora incontra un nemico dei Walker di lunga data, Dennis York. Poi raggiunge Tommy in cerca di aiuto per salvare la compagnia da Dennis. Rebecca chiede a Nora i 2 milioni di dollari che le aveva restituito tempo prima. Dopo una fuga di notizie negative, il visto di Luc viene revocato. Tommy decide di tornare a casa per aiutare Nora con la Ojai Foods.

## Segreto di famiglia (1ª parte)
- Titolo originale: Time After Time (1)
- Diretto da: Ken Olin
- Scritto da: Sherri Cooper-Landsman e Jennifer Levin

### Trama
In uno sforzo di arrivare alla radice del segreto che il nemico di William, Dennis York, mantiene sopra le loro teste, i Walker rievocano dei ricordi, sia belli che terrificanti, dei loro giorni in famiglia alla Ojai Foods nel 1986. Tramite continui flashback sul loro passato, finalmente scoprono il segreto scioccante e la sua vergognosa copertura che ha condotto al gioco di potere di York, e sono obbligati ad affrontare il rimorso di un evento tragico.

## Segreto di famiglia (2ª parte)
- Titolo originale: Time After Time (2)
- Diretto da: Ken Olin
- Scritto da: Alison Schapker e Monica Owusu-Breen

### Trama
Mentre Kevin affronta il suo devastante segreto d'infanzia, Nora e Holly partono per un insolito viaggio alla "Thelma e Louise" cercando risposte sulla fortuna nascosta della Ojai. Finalmente Justin e Rebecca decidono di sposarsi ed ottengono il loro lieto fine. Kitty fa la sua prima visita di controllo e risulta essere tutto a posto.
Kevin va a casa di Aron, l'amico con cui anni prima aveva litigato spintonandolo e causando la sua paralisi.
Alla fine si ritrovano tutti alla casa di Ojai che Justin aveva affittato per trascorrere la luna di miele con Rebecca.

## La forza di sperare
- Titolo originale: If You Bake It, He Will Come
- Diretto da: Bethany Rooney
- Scritto da: Marjorie David e Cliff Olin

### Trama
Ancora scosso dalla scoperta dei segreti nascosti di Nora sulla sua infanzia, Kevin si rifiuta di partecipare al proprio compleanno. Nel frattempo Justin, Tommy e Kevin si confrontano con Dennis York e annullano l'accordo. Robert non ottiene il lavoro che sperava. La cena per il compleanno di Kevin viene fatta.

## Non c'è fumo
- Titolo originale: Where There's Smoke
- Diretto da: Michael Morris
- Scritto da: Michael Foley e Jason Wilborn

### Trama
Nora e Saul sono in ospedale con la madre che è stata investita da un'auto. Nora si offre di ospitare sua madre (Marion Ross) quando scopre che soffre di demenza senile. Kitty sospetta che Sarah sia incinta. Luc riceve una consegna eccitante per posta: gli hanno concesso la green card. Sarah non è incinta. Nora accompagna Ida in una casa di riposo. Robert accetta il lavoro che gli hanno proposto.

## Difficili compromessi
- Titolo originale: Love All
- Diretto da: Michael Schultz
- Scritto da: Michael J. Cinquemani e Sarah Goldfinger

### Trama
Tutti i Walker vanno incontro ad un periodo di adattamento: Cooper si scaglia contro Sarah mentre Luc diventa un membro della famiglia, Justin ha problemi a trovare la stessa passione per la medicina come quella che aveva mentre serviva in Iraq, Kevin ha difficoltà nel suo nuovo status di dissocupato. Rebecca è andata a vedere una casa e vorrebbe portare anche Justin a vederla. Luc e Cooper si chiariscono e trovano un interesse in comune.

## Si spengono le luci
- Titolo originale: Lights Out
- Diretto da: Michael Morris
- Scritto da: Molly Newman e Brian Studler

### Trama
Paige progetta di raccontare la storia dei Walker ed intervista tutti i membri della famiglia. I Walker sono affranti mentre si preparano a chiudere definitivamente i battenti della Ojai Foods. Rebecca trova un nuovo lavoro, ma Justin aveva altri progetti per loro due. Nuove opportunità e alleanze segrete si sviluppano come risultato della perdita dell'azienda di famiglia.

## Destini incrociati
- Titolo originale: On The Road Again
- Diretto da: Ken Olin
- Scritto da: David Marshall Grant e Geoffrey Nauffts

### Trama
Mentre I Walker cercano di convivere con la tristezza e la rovina finanziaria che persiste come risultato della chiusura della Ojai Foods, essi scoprono un piccolo raggio di speranza in uno dei tanti investimenti segreti di William. Saul e Scotty preparano un menù di assaggio per il ristorante che Scotty vuole aprire. Robert ha un nuovo attacco di cuore e la sicurezza della sua famiglia è compromessa quando si ritrova immischiato in un patto di affari sovversivo. Saul fa il test per l'HIV e quando chiama per i risultati, mente a Nora facendole credere di stare bene. A Narrow Lake trovano la falda acquifera più profonda della zona. L'episodio termina con un incidente d'auto dove sono coinvolti tutti i Walker e Robert sembra essere morto. 